# Meliosma rigida
Meliosma rigida — вид квіткових рослин родини сабієві (Sabiaceae).

## Поширення
Вид поширений в Японії, Китаї і на Тайвані.

## Опис
Невелике вічнозелене дерево заввишки до 7 м. Кора гладенька, червонувато-коричневого забарвлення. Листя подовгувате, завдовжки 12-30 см та завширшки 3-7 см.
Цвіте у червні. Квіти білого забарвлення діаметром 4-6 мм, згруповані у великі конічні суцвіття до 30 см завдовжки.
Плоди — горішки діаметром 6-7 мм, спочатку червоні, згодом темно-фіолетові.